# De Bonte Hen
De Bonte Hen is een oliemolen aan de Zaanse Schans in de gemeente Zaanstad. De Bonte Hen is de noordelijkste molen aan de Schans. De bekende zaanse molen-auteur Pieter Boorsma heeft in zijn boek "Duizend Zaanse Molens" in totaal 204 oliemolens staan die ooit actief waren in de Zaanstreek.
Op de plaats van de huidige Bonte Hen heeft een houtzaagmolen, die ook de Bonte Hen heette, gestaan. Deze molen komt voor het eerst voor in een akte van 16 februari 1662 en is gesloopt in 1693. In datzelfde jaar werd de oliemolen de Bonte Hen gebouwd. Tot 1935 bleef de molen in zijn oorspronkelijke staat behouden. In dit jaar werd het complete bovenachtkant en de stelling verwijderd. In 1975 kwam het dankzij de Vereniging De Zaansche Molen tot een complete restauratie tot bedrijfsvaardige oliemolen op windkracht. Sindsdien wordt de molen wekelijks op vrijwillige basis in bedrijf gesteld. Onder de molen bevinden zich nog de originele oliekelders voor de opslag van de gemaakte olie op de molen.